# المجاعة الهندية (1896-1897)
بدأت المجاعة الهندية بين عامي 1896 و1897 في بونديلخاند بالهند أوائل سنة 1896 وامتدت إلى أجزاء عديدة من البلاد، بما فيها الأقاليم المتحدة والمقاطعات الوسطى وبيرار وبهار وأجزاء من رئاستي بومباي ومدراس وأجزاء من منطقة البنجاب؛ فضلًا عن تأثر الولايات الأميرية التي شملت راجبوتانا، ووكالة الهند الوسطى، ودولة حيدر آباد. بالإجمال، خلال العامين التي انتشرت بهما المجاعة، تأثرت مناطق بمساحة 800 ألف كم مربع وحصيلة إجمالية بلغت 69.5 مليون نسمة. على الرغم من تقديم الإغاثة في جميع أنحاء المناطق المنكوبة بالمجاعة حسب قانون المجاعة المؤقت لعام 1883، إلا أن الوفيات الناجمة عن المجاعة والأوبئة المصاحبة لها كانت مرتفعة جدًا، وتقارب الحصيلة الإجمالية لمن لقوا حتفهم مليون فرد.

## مجريات الحدث
عانت منطقة بونديلخاند في مقاطعة أغرا من الجفاف في خريف عام 1895 نتيجة شح الأمطار الموسمية الصيفية. بعد شح الرياح الموسمية أيضًا، أعلنت الحكومة المحلية عن حصول مجاعة في أوائل سنة 1896 وبدأت تنظيم عمليات الإغاثة. غير أن الرياح الموسمية الصيفية في عام 1896 لم تجلب سوى القليل من الأمطار، وسرعان ما امتدت المجاعة إلى المقاطعات المتحدة، والمقاطعات الوسطى وبيرار، وأجزاء من رئاستي بومباي ومدراس، ومقاطعات البنغال والبنجاب وحتى في بورما العليا. شملت الولايات المحلية (الولايات الأميرية) المتضررة راجبوتانا، ووكالة الهند الوسطى، وحيدر أباد. أثرت المجاعة في المقام الأول على الهند البريطانية: إذ من المساحة الإجمالية المتأثرة البالغة 800 ألف كم مربع، وقع منها 225 ألف كم مربع في الأراضي البريطانية؛ وعلى نحو مماثل، من مجمل الأفراد المتأثرين البالغ عددهم 67.5 مليون نسمة، عاش 62.5 مليون منهم في الأراضي البريطانية.
كانت الأمطار الموسمية لسنة 1897 وافرة، وكذلك الحصاد التالي الذي أنهى المجاعة في خريف سنة 1897. غير أن الأمطار، التي كانت غزيرة بشكل خاص في بعض المناطق، تسببت في تفشي وباء الملاريا الذي أودى بحياة عديد من الناس؛ بعد ذلك بفترة وجيزة، بدأ وباء الطاعون الدبلي في رئاسة بومباي، التي برغم أنها لم تكن شديدة الفتك خلال عام المجاعة، إلا أنها أصحب في العقد التالي أكثر حدّة وانتشارًا في بقية أجزاء الهند.

## الإغاثة خلال المجاعة
قبل عقد من الحادثة، خلال عام 1883، صدر القانون المؤقت للمجاعة بعد فترة قصيرة من تقديم تقرير اللجنة الهندية الأولى للمجاعة في عام 1880. إلى اليوم، استرشادًا بالقانون، شملت الإغاثة 821 فرد، بتكلفة قدرها 72.5 مليون روبية (كانت تساوي حينها تقريبًا 4,833,500 جنيه استرليني). حولت الإيرادات الضريبية إلى إغاثة بقيمة 12.5 مليون روبية (833,350 جنيه استرليني) وأرصدة دائنة بمجموع 17.5 مليون روبية (1,166,500 جنيه استرليني). وجمع صندوق إغاثة خيري ما مجموعه 17.5 مليون روبية (1,166,500 جنيه استرليني) جمع 1.25 مليون روبية منها في بريطانيا العظمى.
رغم ذلك، كانت الوفيات الناجمة عن المجاعة هائلة؛ يعتقد أن ما بين 750 ألف ومليون فردًا في الأراضي البريطانية وحدها لقوا مصرعهم بسبب الجوع. رغم كون الإغاثة من المجاعة فعالة إلى حد معقول في المقاطعات المتحدة، إلا أنها فشلت في المقاطعات الوسطى، ولاسيما بين الجماعات القبلية، التي أظهرت عزوفًا عن أداء الأشغال العامة مقابل الحصول على حصص الإعاشة، وبالتالي حسب المبادئ التوجيهية لقانون المجاعة، لم يفوض لها الحصول على «الإغاثة الخيرية».